# アモロソ・フィリッポ
アモロソ・フィリッポ (Amoroso Filippo) は、イタリア・フィレンツェ出身のトスカーナ郷土料理講師、筑波学院大学非常勤講師。

## 来歴
トスカーナ生まれ、食と芸術に通じた両親の影響を受けた。学生時代には、芸術の基礎を学んだ。ここで培った芸術的感性を伝統的な郷土料理に活かし、芸術と郷土料理を融合させた独自の料理をつくりだしてきた。2002年来日し、妻とイタリア語教室、料理教室、AmorosoKato Club・ITALIAのブログをひらき、土浦市とつくば市で活動している。